# 山岡頼弘
山岡 頼弘（やまおか よしひろ、1956年(昭和31年)1月8日 - ）は、日本の文芸評論家。名は賴弘とも書く。

## 略歴
山口県厚狭郡山陽町（現・山陽小野田市）出身。防府市在住ののち桜美林大学文学部英文科卒。1999年、「中原中也の『履歴』」が第42回群像新人文学賞評論部門の優秀作に選ばれる。『群像』『文學界』『三田文学』などで主に活動。中原中也、夏目漱石、村上春樹などを専門とし、精密な分析とイメージを喚起する文章に定評がある。

## 主要文献
- 「中原中也の『履歴』」（『群像』 1999年6月）
- 「『三四郎』と志賀直哉」（『群像』 1999年12月）
- 「文芸批評のリアリティ・純文章論の愚」（『すばる』 2000年10月）
- 「背景の想像力・加藤典洋『柳美里裁判の問題』への懐疑」（『群像』 2001年9月）
- 「神話の終焉（メジャー・リーグ論）」（『早稲田文学』 2002年1月）
- 「『近代絵画』への道（小林秀雄再読4）」（『早稲田文学』 2002年5月）
- 「批評家の終焉・三浦雅士『青春の終焉』批判」（『早稲田文学』 2003年1月5日）
- 「場と公共性」（『群像』 2003年4月）
- 「昭和三十五年・秋山駿覚書」（『三田文学』 2003年春季）
- 「三日間（スリー・デイズ）・感傷的博打論」（『早稲田文学 2005年3月）
- 「『金閣寺』への道」（『群像』 2006年12月）
- 「よみがえる東文彦・二十三歳の死と復活」（『三田文学』 2007年夏季）
- 「『都市幻想』を超えて・『1Q84』と『グレート・ギャツビー』」（『文学界』 2010年7月）
- 「悪とモラルを超えて－多崎つくるの『冬の夢』」 （『文学界』 2013年7月）
- 「『詭計』の果て・・秋山駿の死」（『文芸思潮』54号　2014年1月25日）

## 文献
- 「『資』とはいかに」（『すばる』2001年7月号）
- 「なぜ安原喜弘なのか」（『シュリンプ』2号 2002年11月）
- 「失われた大陸」（『すばる』2003年5月号）
- 「死と祈り、新井豊美の批評性」（『マンドラゴラ』3号 2004年8月）
- 映画批評「『悲情城市』・アジアの記憶」 「『シェリタリング・スカイ』・ヨーロッパの果て」（『シュリンプ』7号 2005年10月）
- 「霧の晴れる日」（『群像』2005年12月号）
- 「坂口安吾とフォルム」（『マンドラゴラ』4号 2006年7月）
- 「エコとエゴ」（成蹊大学主催・環境企画、2007年）
- 「私を詩につなぎとめたもの・詩人荏原肆夫」（『シュリンプ』9号 2007年12月）
- 映画批評「『審判』・カフカと映画」（『シュリンプ』10号 2009年11月）
- 「木の光」（『三田文学』2010年冬号）
- 「物語の翼」（『三田文学』2014年冬春号）

## 書評
『奇跡のようなこと』（藤沢周）『背く子』（大道珠貴）『首鳴り姫』（岡崎祥久）『南へ下る道』（岡崎祥久）『ロマンティック』（大久秀憲）『海馬の助走』（若合春侑）『ルピナス』（早坂類）『ウィリアム・ブレイクのバット』（平出隆）『うつくしい人生』（堂垣園江）『野川』（古井由吉）『詩への小路』（古井由吉）『月花の旅人』（中上紀）『生まれる森』（島本理生）『家族芝居』（佐川光晴））『夜よりも大きい』（小野正嗣）『ヒムル、割れた野原』（野木京子）『遠藤周作文学論集』（遠藤周作）『私小説という人生』（秋山駿）『忠臣蔵』（秋山駿）『「生」の日ばかり』（秋山駿）『「鐘の鳴る丘」世代とアメリカ』（勝又浩）『吉本隆明論集』（アーツアンドクラフツ）等。

## その他の活動
- 『東文彦作品集』（講談社文芸文庫）の解説文。
- 同人誌『シュリンプ』（防府市）、『マンドラゴラ』（東京）に参加。
- 「現代詩の断層を抱いて・対談稲川方人」（『マンドラゴラ）2月号 2003年11月）
- 中原中也記念館主催の講演、「故郷という異郷」（2001年6月）
- 同、「中原中也のいごこち」における、作家・諏訪哲史との対談（2008年10月）
- NHK教育テレビ『中原中也』『知るを楽しむ』に協力（2008年10月）
- 東海大学大学院における特別講義、『三四郎』『八日目の蝉』。
- 都内各所で、「小説を書こう」を担当。[2]